# Jōetsu
Jōetsu (上越市, Jōetsu-shi) est une ville située dans la préfecture de Niigata, sur l'île de Honshū, au Japon.

## Géographie

### Situation
Jōetsu est située dans le sud-ouest de la préfecture de Niigata, à l'embouchure du fleuve Seki. Elle est bordée par la mer du Japon au nord, les villes de Myoko et d'Itoigawa à l'ouest, la préfecture de Nagano au sud et les villes de Kashiwazaki et de Tokamachi à l'est.

### Démographie
En décembre 2020, la population de Jōetsu était de 189 430 habitants, répartis sur une superficie de 973,81 km2.

## Histoire
Jōetsu a longtemps été la capitale de la province d'Echigo. Pendant l'époque Sengoku (milieu du XVe siècle-fin du XVIe siècle), le seigneur féodal Uesugi Kenshin (1530-1578) y avait établi sa résidence et installé son château : le château de Kasugayama.
C'est à Jōetsu qu'est né le père du système postal japonais, l'homme politique Maejima Hisoka. Et le ski a été introduit au Japon par Theodor Edler von Lerch, général austro-hongrois dont l'effigie baptisée « Reruhi » est désormais un symbole de la région, alors qu'il était en poste à Jōetsu durant la guerre russo-japonaise (1904-1905). La ville abrite un musée et un monument à sa gloire ; un festival qui porte son nom a lieu en février (Reruhi matsuri).
Jōetsu a acquis le statut de ville le 29 avril 1971, après la fusion des municipalités de Takada et Naoetsu.
Au 1er janvier 2005, la ville de Jōetsu s'est encore agrandie en englobant les municipalités de Yasuzuka, Maki, Ōshima Uragawara, Itakura, Kakizaki, Ōgata, Yoshikawa, Kiyosato, Kubiki, Nakagou, Sanwa et Nadachi. Elle obtient le statut de ville spéciale le 1er avril 2007.

## Éducation
- Université d'éducation de Jōetsu

## Culture locale et patrimoine
- Château de Kasugayama
- Château de Takada
- Kota-jinja

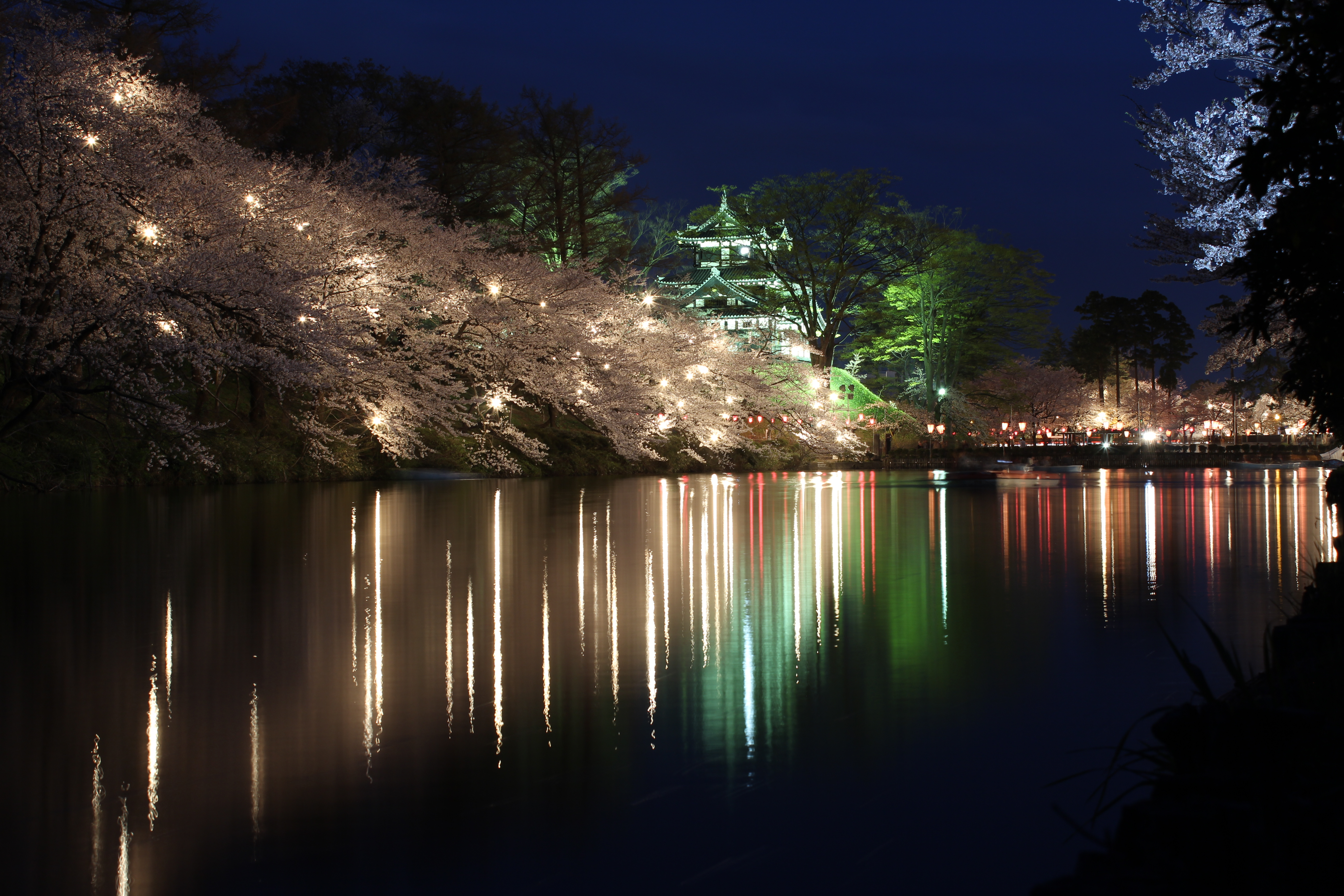
Le château de Takada.

La ville de Jōetsu abrite l'un des plus anciens cinémas de l'archipel : le Seikan-kan, qui a gardé son allure rétro et son écran d'origine, et continue d'accueillir des événements artistiques.
À Kotagahama, une stèle évoque également le passage du fondateur de l'école bouddhique japonaise Jōdo-Shinshū : le moine Shinran (1173-1263) qui a vécu cinq ans d'exil dans la province d'Echigo.

## Transports
Jōetsu est desservie par la ligne Shinkansen Hokuriku à la gare de Jōetsumyōkō. La ville est également desservie par les lignes classiques Shin'etsu, Myōkō Haneuma, Nihonkai Hisui et Hokuhoku qui se croisent à la gare de Naoetsu.
Le terminal de ferry de Naoetsu permet la liaison avec l'île de Sado.

## Personnalités liées à la municipalité
- Shōko Ema, poétesse
- Kenkichi Yoshizawa, diplomate
- Maejima Hisoka, homme d'État, politicien, et homme d'affaires
- Ogawa Mimei, auteur de livre d'enfants
- Uesugi Kenshin, daimyo

## Jumelage
Jōetsu est jumelée avec :
- Lilienfeld (Autriche)
- Pohang (Corée du Sud)
- Hunchun (Chine)